# Equação de vorticidade
A equação de vorticidade da dinâmica de fluidos descreve a evolução da vorticidade ω de uma partícula de um fluido à medida que se move com seu fluxo; isto é, a rotação local do fluido (em termos de cálculo vetorial isto é a rotação da velocidade de fluxo).
A equação governante é:
{\displaystyle {\begin{aligned}{\frac {D{\boldsymbol {\omega }}}{Dt}}&={\frac {\partial {\boldsymbol {\omega }}}{\partial t}}+(\mathbf {u} \cdot \nabla ){\boldsymbol {\omega }}\\&=({\boldsymbol {\omega }}\cdot \nabla )\mathbf {u} -{\boldsymbol {\omega }}(\nabla \cdot \mathbf {u} )+{\frac {1}{\rho ^{2}}}\nabla \rho \times \nabla p+\nabla \times \left({\frac {\nabla \cdot \tau }{\rho }}\right)+\nabla \times \left({\frac {\mathbf {B} }{\rho }}\right)\end{aligned}}}
onde ⁠D/Dt⁠ é a operador derivada material, u é a velocidade de fluxo, ρ é a densidade local do fluido, p é a pressão local, τ é o tensor de tensão viscosa (e B representa a soma das forças de corpo externas. O primeiro termo fonte no lado direito representa o alongamento de vórtice.
A equação é válida na ausência de quaisquer torques concentrados e forças lineares para um fluido newtoniano compressível. No caso de fluxo incompressível (isto é, baixo número de Mach) e fluidos isotrópicos, com forças de corpo conservativas, a equação é simplificada para a equação de transporte de vorticidade:
{\displaystyle {\frac {D{\boldsymbol {\omega }}}{Dt}}=\left({\boldsymbol {\omega }}\cdot \nabla \right)\mathbf {u} +\nu \nabla ^{2}{\boldsymbol {\omega }}}
onde ν é a viscosidade cinemática e {\displaystyle \nabla ^{2}} é o operador de Laplace.  Sob a suposição adicional de fluxo bidimensional, a equação é simplificada para:
{\displaystyle {\frac {D{\boldsymbol {\omega }}}{Dt}}=\nu \nabla ^{2}{\boldsymbol {\omega }}}

## Interpretação física
O significado físico da equação de vorticidade pode ser melhor compreendido considerando o caso simplificado de um fluido incompressível e invíscido, não sujeito a forças externas. Neste caso o movimento é inercial, o momento angular é conservado e o vetor de vorticidade é integrante da matéria, ou seja, se em um determinado instante a vorticidade está alinhada com uma linha material de comprimento infinitesimal {\displaystyle \delta }, sempre permanece alinhado assim.
- O termo ⁠Dω/Dt⁠ do lado esquerdo é o derivada material do vetor vorticidade ω.  Ele descreve a taxa de mudança de vorticidade da partícula fluida em movimento.  Essa mudança pode ser atribuída a instabilidade no fluxo (⁠∂ω/∂t⁠, o termo instável) ou devido ao movimento da partícula fluida à medida que ela se move de um ponto a outro ((u ∙ ∇)ω, o termo convecção).
- O termo (ω ∙ ∇) u no lado direito descreve o alongamento ou inclinação da vorticidade devido aos gradientes de velocidade do fluxo.  Observe-se que (ω ∙ ∇) u é uma grandeza vetorial, como ω ∙ ∇ é um operador diferencial escalar, enquanto ∇u é uma quantidade tensorial de nove elementos.
- O termo ω(∇ ∙ u) descreve alongamento de vorticidade devido à compressibilidade do fluxo.  Ele segue a equação de Navier-Stokes para a continuidade, nomeadamente {\displaystyle {\begin{aligned}{\frac {\partial \rho }{\partial t}}+\nabla \cdot \left(\rho \mathbf {u} \right)&=0\\\Longleftrightarrow \nabla \cdot \mathbf {u} &=-{\frac {1}{\rho }}{\frac {d\rho }{dt}}={\frac {1}{v}}{\frac {dv}{dt}}\end{aligned}}} onde v = ⁠1/ρ⁠ é o volume específico do elemento fluido.  Pode-se pensar em ∇ ∙ u como uma medida de compressibilidade do fluxo.  Às vezes, o sinal negativo é incluído no termo.
- O termo ⁠1/ρ2⁠∇ρ × ∇p é o termo baroclínico.  É responsável pelas mudanças na vorticidade devido à intersecção das superfícies de densidade e pressão.
- O termo ∇ × (⁠∇ ∙ τ/ρ⁠), é responsável pela difusão da vorticidade devido aos efeitos viscosos.
- O termo ∇ × B prevê mudanças devido a forças externas do corpo. Estas são forças que se espalham por uma região tridimensional do fluido, tal como gravidade ou forças eletromagnéticas. (Ao contrário de forças que atuam apenas sobre uma superfície (como o arrasto em uma parede) ou uma linha (como s tensão superficial ao redor de um menisco.

### Simplificações
- No caso de forças corporais conservativas, ∇ × B = 0.
- Para um fluido barotrópico, ∇ρ × ∇p = 0.  Isto também é verdade para um fluido de densidade constante (incluindo fluido incompressível), onde ∇ρ = 0.  Observe que isso não é o mesmo que um fluxo incompressível, para o qual o termo barotrópico não pode ser negligenciado.
- Para fluidos invíscido, o tensor viscosidade τ é zero.

Assim, para um fluido barotrópico invíscido com forças corporais conservativa, a equação de vorticidade é simplificada para
{\displaystyle {\frac {d}{dt}}\left({\frac {\boldsymbol {\omega }}{\rho }}\right)=\left({\frac {\boldsymbol {\omega }}{\rho }}\right)\cdot \nabla \mathbf {u} }
Alternativamente, no caso de fluido incompressível e invíscido com forças corporais conservativas,
{\displaystyle {\frac {d{\boldsymbol {\omega }}}{dt}}={\frac {\partial {\boldsymbol {\omega }}}{\partial t}}+(\mathbf {u} \cdot \nabla ){\boldsymbol {\omega }}=({\boldsymbol {\omega }}\cdot \nabla )\mathbf {u} }
Existem publicações e revisões de casos e simplificações adicionais..  A equação de vorticidade tem aplicação na teoria da turbulência, no contexto dos fluxos nos oceanos e na atmosfera.

## Definição
A equação, em sua variante para fluidos invíscidos incompressíveis, foi derivada de Helmholtz..
A forma geral é dada por:
{\displaystyle {\frac {\operatorname {d} }{\operatorname {d} t}}{\frac {\bar {\omega }}{\rho }}-\left({\frac {\bar {\omega }}{\rho }}\cdot \nabla \right){\frac {\operatorname {d} {\bar {r}}}{\operatorname {d} t}}={\frac {1}{\rho }}\nabla \times {\frac {\operatorname {d} ^{2}{\bar {r}}}{\operatorname {d} t^{2}}}}
onde {\displaystyle d/dt} representa a derivada total em relação ao tempo, ω é a vorticidade, {\displaystyle {\bar {r}}} é a localização.
Portanto, a variação temporal da vorticidade é determinada pelo rotacional das forças em jogo.
No caso de fluidos não viscosos baroclínicos a equação se torna:
{\displaystyle {\frac {\operatorname {d} }{\operatorname {d} t}}{\frac {\bar {\omega }}{\rho }}-\left({\frac {\bar {\omega }}{\rho }}\cdot \nabla \right){\frac {\operatorname {d} {\bar {r}}}{\operatorname {d} t}}={\frac {\bar {B}}{\rho }}}
onde o vetor B é a baroclinicidade dado por:
{\displaystyle {\bar {B}}={\frac {1}{\rho ^{2}}}\nabla \rho \times \nabla p}
No caso de fluidos barotrópicos não viscosos é reduzido a:
{\displaystyle {\frac {\operatorname {d} }{\operatorname {d} t}}{\frac {\bar {\omega }}{\rho }}-\left({\frac {\bar {\omega }}{\rho }}\cdot \nabla \right){\frac {\operatorname {d} {\bar {r}}}{\operatorname {d} t}}=0}

### Conservação do momento angular
Com um exemplo simples pode-se verificar que a equação da vorticidade implica a conservação do momento angular do fluido, na ausência de forças com um rotor diferente de zero como a viscosidade.
Considere um fluido ideal, com densidade constante e sem viscosidade, movendo-se em um tubo ideal perfeitamente liso colocado ao longo do eixo x. O movimento é estacionário: o fluido se move com velocidade u ao longo do eixo x e gira sobre si mesmo no plano yz. Por conveniência consideramos que, para cada seção vertical de espessura infinitesimal à direita, o movimento rotativo ocorre com velocidade angular ω igual em toda a seção.  Então cada seção vertical se move para a direita com velocidade u(x), e gira sobre si mesmo com velocidade angular ω(x).
Num certo ponto o tubo se estreita, a superfície da seção vertical passa de {\displaystyle \Sigma _{A}} a {\displaystyle \Sigma _{B}}.  É fácil prever como o movimento varia: u se modifica de forma a garantir a constância da vazão volumétrica, portanto
{\displaystyle u_{A}\Sigma _{A}=u_{B}\Sigma _{B}}
A velocidade angular ω varia de modo a conservar o momento angular. O momento angular de cada seção é dado pelo produto da velocidade angular e do momento de inércia:
{\displaystyle L=I{\bar {\omega }}={\frac {1}{2}}mr^{2}{\bar {\omega }}}
portanto, levando em consideração o fato de que a superfície é proporcional ao quadrado do raio obtemos:
{\displaystyle \omega _{A}\Sigma _{A}=\omega _{B}\Sigma _{B}}
Verificamos que a equação de vorticidade leva exatamente ao mesmo resultado. Em cada seção do tubo a vorticidade é direcionada ao longo do eixo x e é dada por:
{\displaystyle \omega _{x}={\frac {\partial v}{\partial z}}-{\frac {\partial w}{\partial y}}}
onde v e w são os componentes y e z da velocidade, respectivamente. A equação de vorticidade se reduz a:
{\displaystyle {\frac {\operatorname {d} \omega _{x}}{\operatorname {d} t}}={\frac {\partial \omega _{x}}{\partial t}}+u{\frac {\partial \omega _{x}}{\partial x}}=\omega _{x}{\frac {\partial u}{\partial x}}}
Como o movimento é estacionário, para cada x temos {\displaystyle {\frac {\partial \omega _{x}}{\partial t}}=0}.  Então pode-se obter imediatamente:
{\displaystyle \omega _{x}\propto u}
Usando o fato de que {\displaystyle u_{A}\Sigma _{A}=u_{B}\Sigma _{B}} se obtém
{\displaystyle \omega _{xA}\Sigma _{A}=\omega _{xB}\Sigma _{B}}
Dado que a velocidade angular é uniforme em toda a seção, pode-se facilmente verificar que:
{\displaystyle \omega _{x}=2{\bar {\omega }}}
Obtemos então a relação obtida a partir da conservação do momento angular.
Podemos continuar o raciocínio notando que, como o fluido é incompressível, a área superficial da seção e sua espessura são inversamente proporcionais. Chegamos, portanto, à relação:
{\displaystyle {\frac {\omega _{xA}}{\delta _{xA}}}={\frac {\omega _{xB}}{\delta _{xB}}}}
onde {\displaystyle \delta _{x}} é a espessura da seção.  A grandeza {\displaystyle {\frac {\omega _{x}}{\delta _{x}}}} representa a vorticidade potencial da seção, que portanto permanece constante como consequência da conservação do momento angular.

### Vorticidade integrada com a matéria
Pode-se verificar que a variação da distância {\displaystyle \delta } entre dois elementos fluidos adjacentes A e B é dada por:
{\displaystyle {\frac {\operatorname {d} }{\operatorname {d} t}}\delta =\left(\delta \cdot \nabla \right){\frac {\operatorname {d} {\bar {r}}}{\operatorname {d} t}}}
na verdade, considerando para simplificação apenas o componente x, temos:
{\displaystyle {\frac {\operatorname {d} }{\operatorname {d} t}}\delta _{x}={\frac {\operatorname {d} {\bar {r}}}{\operatorname {d} t}}|_{A}-{\frac {\operatorname {d} {\bar {r}}}{\operatorname {d} t}}|_{B}=\delta _{x}{\frac {\partial }{\partial x}}{\frac {\operatorname {d} {\bar {x}}}{\operatorname {d} t}}}
onde {\displaystyle {\frac {\operatorname {d} {\bar {x}}}{\operatorname {d} t}}} é a componente x da velocidade.
Portanto, a lei pela qual a vorticidade varia em fluidos incompressíveis, não viscosos e não sujeitos a forças externas, é exatamente “a mesma pela qual variam as distâncias entre elementos contíguos do fluido”.  Acontece que se num dado instante a vorticidade estiver alinhada com a linha do material {\displaystyle \delta }, permanece sempre assim alinhada.

## Derivação
A equação de vorticidade pode ser derivada da equação de Navier–Stokes para a conservação do momento angular. Na ausência de qualquer torque concentrado e forças de linha, obtém-se:
{\displaystyle {\frac {D\mathbf {u} }{Dt}}={\frac {\partial \mathbf {u} }{\partial t}}+\left(\mathbf {u} \cdot \nabla \right)\mathbf {u} =-{\frac {1}{\rho }}\nabla p+{\frac {\nabla \cdot \tau }{\rho }}+{\frac {\mathbf {B} }{\rho }}}
Assim, a vorticidade é definida como a curvatura do vetor velocidade do fluxo; tomando-se o rotacional da equação do momento produz a equação desejada. As seguintes identidades são úteis na derivação da equação:
{\displaystyle {\begin{aligned}{\boldsymbol {\omega }}&=\nabla \times \mathbf {u} \\\left(\mathbf {u} \cdot \nabla \right)\mathbf {u} &=\nabla \left({\frac {1}{2}}\mathbf {u} \cdot \mathbf {u} \right)-\mathbf {u} \times {\boldsymbol {\omega }}\\\nabla \times \left(\mathbf {u} \times {\boldsymbol {\omega }}\right)&=-{\boldsymbol {\omega }}\left(\nabla \cdot \mathbf {u} \right)+\left({\boldsymbol {\omega }}\cdot \nabla \right)\mathbf {u} -\left(\mathbf {u} \cdot \nabla \right){\boldsymbol {\omega }}\\[4pt]\nabla \cdot {\boldsymbol {\omega }}&=0\\[4pt]\nabla \times \nabla \phi &=0\end{aligned}}}
onde {\displaystyle \phi } é qualquer campo escalar.

## Derivação formal
Inicia-se calculando o rotor da derivada total da velocidade:
{\displaystyle {\frac {\operatorname {d} ^{2}{\bar {r}}}{\operatorname {d} t^{2}}}={\frac {\partial }{\partial t}}{\frac {\operatorname {d} {\bar {r}}}{\operatorname {d} t}}+\left({\frac {\operatorname {d} {\bar {r}}}{\operatorname {d} t}}\cdot \nabla \right){\frac {\operatorname {d} {\bar {r}}}{\operatorname {d} t}}}
A seguinte identidade, devida a Lagrange, facilita os cálculos
{\displaystyle {\frac {\operatorname {d} ^{2}{\bar {r}}}{\operatorname {d} t^{2}}}={\frac {\partial }{\partial t}}{\frac {\operatorname {d} {\bar {r}}}{\operatorname {d} t}}+{\bar {\omega }}\times {\frac {\operatorname {d} {\bar {r}}}{\operatorname {d} t}}+{\frac {1}{2}}\nabla \left({\frac {\operatorname {d} {\bar {r}}}{\operatorname {d} t}}\right)^{2}}
calculando o rotor desta igualdade, e usando o fato de que
{\displaystyle \nabla \cdot {\bar {\omega }}=0}
se obtém:
{\displaystyle \nabla \times {\frac {\operatorname {d} ^{2}{\bar {r}}}{\operatorname {d} t^{2}}}={\frac {\operatorname {d} {\bar {\omega }}}{\operatorname {d} t}}-\left({\bar {\omega }}\cdot \nabla \right){\frac {\operatorname {d} {\bar {r}}}{\operatorname {d} t}}+{\bar {\omega }}\left(\nabla \cdot {\frac {\operatorname {d} {\bar {r}}}{\operatorname {d} t}}\right)}
usando a equação de continuidade de massa
{\displaystyle {\frac {1}{\rho }}{\frac {\operatorname {d} \rho }{\operatorname {d} t}}=-\nabla \cdot {\frac {\operatorname {d} {\bar {r}}}{\operatorname {d} t}}}
se obtém
{\displaystyle \nabla \times {\frac {\operatorname {d} ^{2}{\bar {r}}}{\operatorname {d} t^{2}}}={\frac {\operatorname {d} {\bar {\omega }}}{\operatorname {d} t}}-\left({\bar {\omega }}\cdot \nabla \right){\frac {\operatorname {d} {\bar {r}}}{\operatorname {d} t}}-{\frac {\bar {\omega }}{\rho }}{\frac {\operatorname {d} \rho }{\operatorname {d} t}}}
dividindo por ρ e usando o fato de que
{\displaystyle {\frac {\operatorname {d} }{\operatorname {d} t}}{\frac {\bar {\omega }}{\rho }}={\frac {1}{\rho }}{\frac {\operatorname {d} {\bar {\omega }}}{\operatorname {d} t}}-{\frac {\bar {\omega }}{\rho ^{2}}}{\frac {\operatorname {d} \rho }{\operatorname {d} t}}}
a definição é obtida. No caso de movimentos baroclínicos invíscidos temos, a partir da equação do momento de Navier-Stokes:
{\displaystyle {\frac {\operatorname {d} ^{2}{\bar {r}}}{\operatorname {d} t^{2}}}=-{\frac {1}{\rho }}\nabla p-\nabla \phi }
onde p é a pressão, Φ é o geopotencial.
Como o rotor de um gradiente é zero, a parte da força devida a ϕ não contribui para modificar a vorticidade. Calculando o rotor do termo devido à pressão obtemos:
{\displaystyle -\nabla \times {\frac {\nabla p}{\rho }}={\frac {1}{\rho ^{2}}}\nabla \rho \times \nabla p}
assim obtemos a versão da equação para fluidos baroclínicos invíscidos.
Nos fluidos barotrópicos a densidade é função apenas da pressão, portanto os gradientes das duas grandezas são paralelos. Portanto a baroclinicidade desaparece e a versão da equação para fluidos barotrópicos inviscosos é obtida.

## Notação tensorial
A equação de vorticidade pode ser expressa em notação tensorial usando convenção de soma de Einstein e o símbolo de Levi-Civita eijk:
{\displaystyle {\begin{aligned}{\frac {D\omega _{i}}{Dt}}&={\frac {\partial \omega _{i}}{\partial t}}+v_{j}{\frac {\partial \omega _{i}}{\partial x_{j}}}\\&=\omega _{j}{\frac {\partial v_{i}}{\partial x_{j}}}-\omega _{i}{\frac {\partial v_{j}}{\partial x_{j}}}+e_{ijk}{\frac {1}{\rho ^{2}}}{\frac {\partial \rho }{\partial x_{j}}}{\frac {\partial p}{\partial x_{k}}}+e_{ijk}{\frac {\partial }{\partial x_{j}}}\left({\frac {1}{\rho }}{\frac {\partial \tau _{km}}{\partial x_{m}}}\right)+e_{ijk}{\frac {\partial B_{k}}{\partial x_{j}}}\end{aligned}}}

## Equação de vorticidade para movimentos sinópticos
O conceito de vorticidade tem grande importância em meteorologia e climatologia pois é a base da dinâmica dos fluidos em rotação. A partir da conservação de quantidades a ela ligadas, como vorticidade potencial, podem ser deduzidos comportamentos fundamentais como ondas de Rossby.
A maneira mais rápida de derivar a equação de vorticidade para movimentos em escala sinóptica é calcular o rotor das equações de movimento aproximadas:
{\displaystyle {\frac {\operatorname {d} ^{2}x}{\operatorname {d} t^{2}}}-f{\frac {\operatorname {d} y}{\operatorname {d} t}}=-{\frac {1}{\rho }}{\frac {\partial p}{\partial x}}}
{\displaystyle {\frac {\operatorname {d} ^{2}y}{\operatorname {d} t^{2}}}+f{\frac {\operatorname {d} x}{\operatorname {d} t}}=-{\frac {1}{\rho }}{\frac {\partial p}{\partial y}}}
onde aparecem os componentes zonal (ou seja, voltado para o Leste) e meridional (ou seja, voltado para o Norte) da velocidade, f é a vorticidade planetária, ou seja, a vorticidade intrínseca do movimento rotacional da superfície da Terra. Naturalmente, dado que nos movimentos sinópticos apenas são consideradas as componentes horizontais da velocidade, a vorticidade tem apenas uma componente vertical diferente de zero. O resultado é:
{\displaystyle {\frac {\operatorname {d} }{\operatorname {d} t}}({\bar {\omega }}+f)=-({\bar {\omega }}+f)\left({\frac {\partial }{\partial x}}{\frac {\operatorname {d} x}{\operatorname {d} t}}+{\frac {\partial }{\partial y}}{\frac {\operatorname {d} y}{\operatorname {d} t}}\right)+{\frac {1}{\rho ^{2}}}\left({\frac {\partial \rho }{\partial x}}{\frac {\partial p}{\partial y}}-{\frac {\partial \rho }{\partial y}}{\frac {\partial p}{\partial x}}\right)}
onde ω é a vorticidade relativa, isto é, a vorticidade do fluido em relação à superfície da Terra.  O último termo representa a baroclinicidade.  Portanto, na aproximação barotrópica, a equação se reduz a:
{\displaystyle {\frac {\operatorname {d} }{\operatorname {d} t}}({\bar {\omega }}+f)=-({\bar {\omega }}+f)\left({\frac {\partial }{\partial x}}{\frac {\operatorname {d} x}{\operatorname {d} t}}+{\frac {\partial }{\partial y}}{\frac {\operatorname {d} y}{\operatorname {d} t}}\right)}

## Em ciências específicas

### Ciências atmosféricas
Nas ciências atmosféricas, a equação da vorticidade pode ser expressa em termos da vorticidade absoluta do ar em relação a um referencial inercial, ou da vorticidade em relação à rotação da Terra. A versão absoluta é
{\displaystyle {\frac {d\eta }{dt}}=-\eta \nabla _{\text{h}}\cdot \mathbf {v} _{\text{h}}-\left({\frac {\partial w}{\partial x}}{\frac {\partial v}{\partial z}}-{\frac {\partial w}{\partial y}}{\frac {\partial u}{\partial z}}\right)-{\frac {1}{\rho ^{2}}}\mathbf {k} \cdot \left(\nabla _{\text{h}}p\times \nabla _{\text{h}}\rho \right)}
Aqui, η é o componente polar (z) da vorticidade, ρ é a densidade atmosférica, u, v, e w são os componentes da velocidade do vento, e ∇h é o del 2-dimensional (i.e. somente componente horizontal).
A equação de vorticidade barotrópica foi um dos primeiros casos de sucesso de modelo numérico de previsão do tempo.